# Sinh vật biến đổi gen
Sinh vật biến đổi gen (tiếng Anh: Genetically Modified Organism, viết tắt GMO) là một sinh vật mà vật liệu di truyền của nó đã bị biến đổi theo ý muốn chủ quan của con người. Ngoài ra cũng có thể có những sinh vật được tạo ra do quá trình lan truyền của gen trong tự nhiên. Ví dụ quá trình lai xa giữa cỏ dại với cây trồng biến đổi gen có cùng họ hàng có thể tạo ra loài cỏ dại mang gen biến đổi.
Sinh vật biến đổi gene có nhiều loại khác nhau. Nó có thể là các dòng lúa mỳ thương mại có gen bị biến đổi do tia điện từ (tia X) hoặc tia phóng xạ từ những năm 1950. Nó cũng có thể là các động vật thí nghiệm chuyển gen như chuột bạch hoặc là các loại vi sinh vật bị biến đổi cho mục đích nghiên cứu di truyền. Tuy nhiên, khi nói đến GMO người ta thường đề cập đến các cơ thể sinh vật mang các gen của một loài khác để tạo ra một dạng chưa hề tồn tại trong tự nhiên.
Việc ứng dụng sinh vật biến đổi gen di truyền thường phục vụ cho mục đích kinh tế khoa học. Sửa đổi di truyền là đặc trưng của một sự thay đổi vị trí trong các kiểu gen của một sinh vật, trái ngược với sự ngẫu nhiên, hay đặc trưng của tự nhiên và nhân tạo đột biến theo quy trình.
Động vật nói chung khó biến đổi hơn nhiều và đại đa số vẫn đang ở giai đoạn nghiên cứu. Động vật có vú là sinh vật mẫu tốt nhất cho con người, làm cho chúng được biến đổi gen để giống với các bệnh nghiêm trọng của con người, điều quan trọng đối với việc khám phá và phát triển các phương pháp điều trị. Các protein của con người biểu hiện ở động vật có vú có nhiều khả năng giống với các đối tác tự nhiên của chúng hơn là các protein biểu hiện ở thực vật hoặc vi sinh vật. Vật nuôi được biến đổi với mục đích cải thiện các tính trạng quan trọng về kinh tế như tốc độ tăng trưởng, chất lượng thịt, thành phần sữa, khả năng kháng bệnh và tỷ lệ sống sót. Cá biến đổi gen được sử dụng cho nghiên cứu khoa học, làm vật nuôi và làm nguồn thực phẩm. Kỹ thuật di truyền đã được đề xuất như một cách để kiểm soát muỗi, một vật trung gian truyền bệnh của nhiều căn bệnh chết người. Mặc dù liệu pháp gen người vẫn còn tương đối mới, nhưng nó đã được sử dụng để điều trị rối loạn di truyền chẳng hạn như suy giảm miễn dịch kết hợp nghiêm trọng và chứng mù bẩm sinh Leber.
Có nhiều phản đối đã được đưa ra đối với sự phát triển của GMO, đặc biệt là việc thương mại hóa chúng. Đa phần liên quan đến cây trồng biến đổi gen và liệu thực phẩm được sản xuất từ chúng có an toàn hay không và tác động của việc trồng chúng đối với môi trường. Các mối quan tâm khác là tính khách quan và nghiêm ngặt của các cơ quan quản lý, ô nhiễm thực phẩm không biến đổi gen, kiểm soát cung ứng thực phẩm, bằng sáng chế sự sống và việc sử dụng quyền sở hữu trí tuệ. Mặc dù có sự đồng thuận khoa học rằng thực phẩm có nguồn gốc từ cây trồng biến đổi gen không gây rủi ro lớn hơn cho sức khỏe con người so với thực phẩm thông thường, nhưng an toàn thực phẩm biến đổi gen là vấn đề hàng đầu bị chỉ trích. Dòng gen, tác động đến các sinh vật không phải mục tiêu và thoát ra ngoài là những mối quan tâm chính về môi trường. Các quốc gia đã áp dụng các biện pháp quản lý để đối phó với những lo ngại này. Có sự khác biệt trong quy định phát hành GMO giữa các quốc gia, với một số khác biệt rõ rệt nhất xảy ra giữa Hoa Kỳ và Châu Âu. Các vấn đề chính liên quan đến cơ quan quản lý bao gồm liệu thực phẩm biến đổi gen có nên được dán nhãn hay không và tình trạng của các sinh vật được chỉnh sửa gen.

## Định nghĩa
Định nghĩa về sinh vật biến đổi gen (GMO) không rõ ràng và rất khác nhau giữa các quốc gia, tổ chức quốc tế và các cộng đồng khác. Theo nghĩa rộng nhất, định nghĩa về GMO có thể bao gồm bất kỳ thứ gì đã bị thay đổi gen, kể cả do tự nhiên. Ở một góc nhìn ít rộng hơn, nó có thể bao gồm mọi sinh vật đã bị con người thay đổi gen, bao gồm tất cả các loại cây trồng và vật nuôi. Vào năm 1993, Encyclopedia Britannica đã định nghĩa kỹ thuật di truyền là "bất kỳ kỹ thuật nào trong số nhiều kỹ thuật ... trong số đó thụ tinh nhân tạo, thụ tinh trong ống nghiệm (e.g., 'em bé trong ống nghiệm'), ngân hàng tinh trùng, nhân bản, và thao tác gen." Liên minh châu Âu (EU) đã gộp định nghĩa rộng tương tự trong các đánh giá ban đầu, đặc biệt đề cập đến GMO được sản xuất bởi "nhân giống chọn lọc và các phương tiện chọn lọc nhân tạo khác" Các định nghĩa này đã được điều chỉnh kịp thời với một số ngoại lệ được thêm vào do áp lực từ các cộng đồng khoa học và nông nghiệp, cũng như sự phát triển của khoa học. Định nghĩa của EU sau đó đã loại trừ nhân giống truyền thống, thụ tinh trong ống nghiệm, tạo ra đa bội hóa, nhân giống đột biến và các kỹ thuật dung hợp tế bào không sử dụng axit nucleic tái tổ hợp hoặc sinh vật biến đổi gen trong quy trình.
Sự mâu thuẫn và nhầm lẫn thậm chí còn lớn hơn liên quan đến nhiều chương trình dán nhãn "Non-GMO" hoặc "GMO-free" trong tiếp thị thực phẩm, trong đó ngay cả các sản phẩm như nước hoặc muối, không chứa bất kỳ chất hữu cơ và vật liệu di truyền nào (và do đó không thể biến đổi gen theo định nghĩa), đang được dán nhãn để tạo ấn tượng là "khỏe mạnh hơn".

## Sản xuất

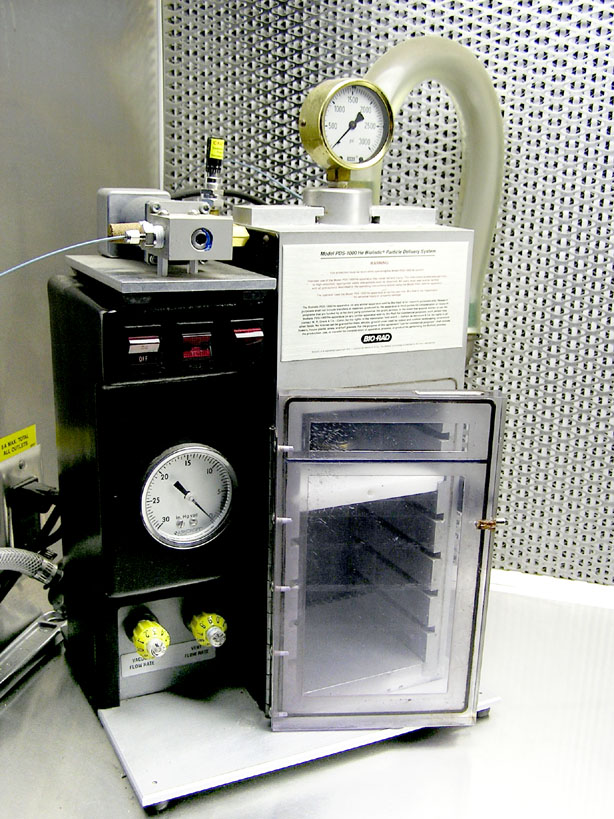
Súng bắn gen sử dụng biolistics để chèn DNA vào mô thực vật.

Tạo ra một sinh vật biến đổi gen (GMO) là một quá trình gồm nhiều bước. Các kỹ sư di truyền phải cô lập gen mà họ muốn đưa vào cơ thể vật chủ. Gen này có thể được lấy từ tế bào hoặc tổng hợp nhân tạo. Nếu gen được chọn hoặc bộ gen của sinh vật hiến tặng đã được nghiên cứu kỹ thì có thể truy cập được từ thư viện gen. Sau đó, gen này được kết hợp với các yếu tố di truyền khác, bao gồm vùng khởi động và yếu tố kết thúc phiên mã và dấu hiệu có thể chọn.

## Lịch sử

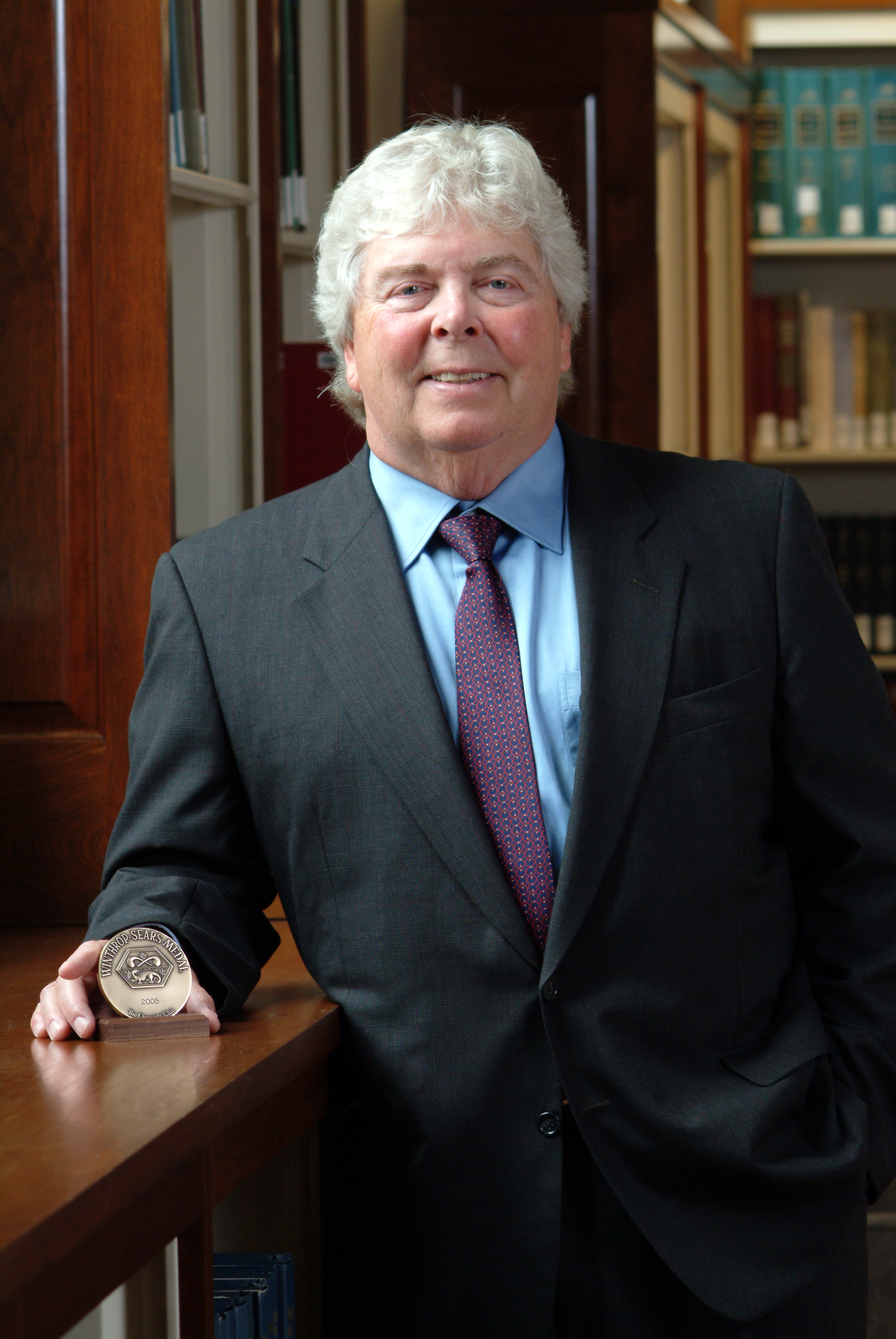
Herbert Boyer (ảnh) và Stanley Cohen đã tạo ra sinh vật biến đổi gen đầu tiên vào năm 1973.

Con người đã thuần hóa thực vật và động vật từ khoảng 12.000 năm trước Công nguyên, sử dụng nhân giống có chọn lọc hoặc chọn lọc nhân tạo (tương phản với chọn lọc tự nhiên).:25 Quá trình nhân giống chọn lọc, trong đó các sinh vật có tính trạng mong muốn (và do đó với gen mong muốn) được sử dụng để nhân giống thế hệ tiếp theo và các sinh vật thiếu đặc điểm không được nhân giống , là tiền thân của khái niệm biến đổi gen hiện đại.:1:1 Những tiến bộ khác nhau trong di truyền học cho phép con người trực tiếp thay đổi DNA và do đó là gen của các sinh vật. Năm 1972, Paul Berg đã tạo ra phân tử DNA tái tổ hợp đầu tiên khi ông kết hợp DNA từ virus khỉ với DNA của virus lambda.

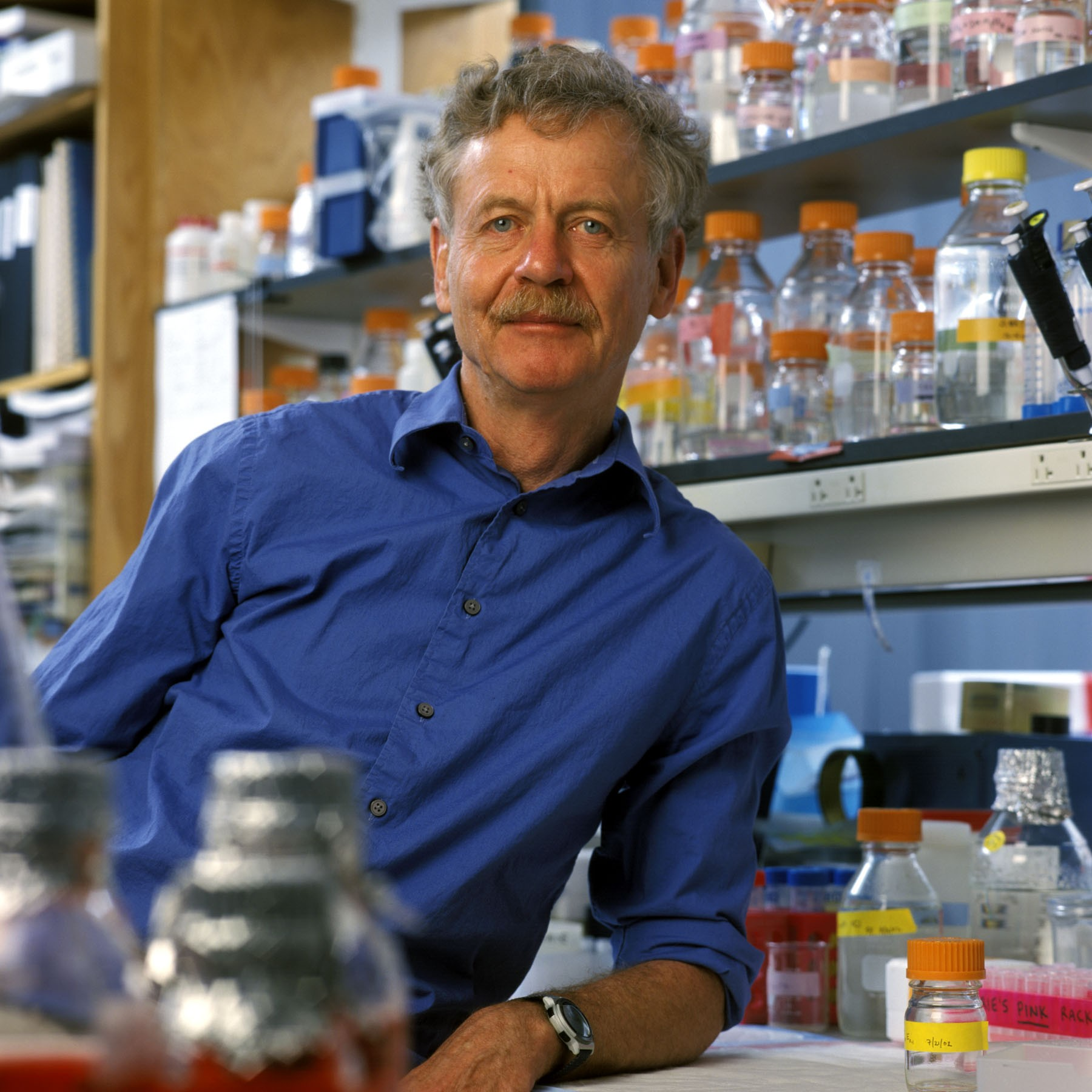
Năm 1974, Rudolf Jaenisch tạo ra động vật biến đổi gen đầu tiên.

## Vi khuẩn

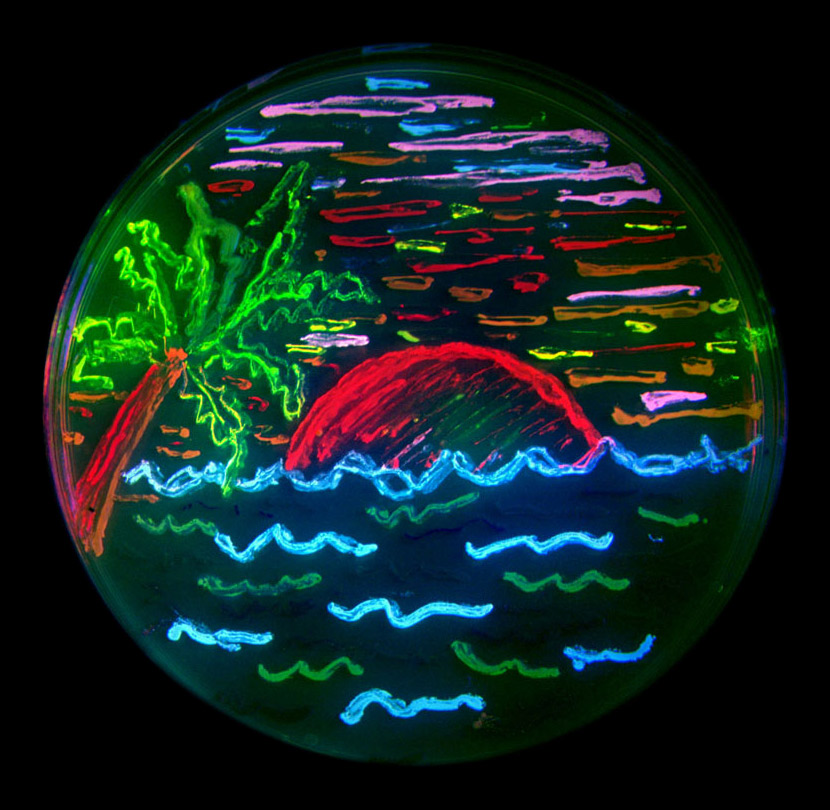
Tác phẩm nghệ thuật này được tạo ra bằng vi khuẩn đã biến đổi để thể hiện 8 màu khác nhau của protein huỳnh quang

Vi khuẩn là những sinh vật đầu tiên được biến đổi gen trong phòng thí nghiệm, do việc sửa đổi nhiễm sắc thể của chúng tương đối dễ dàng. Sự dễ dàng này khiến chúng trở thành những công cụ quan trọng để tạo ra các GMO khác. Các gen và thông tin di truyền khác từ nhiều loại sinh vật có thể được thêm vào plasmid và đưa vào vi khuẩn để lưu trữ và sửa đổi. Vi khuẩn rẻ tiền, dễ phát triển, vô tính, nhân lên nhanh chóng và có thể được bảo quản ở -80 °C gần như vô thời hạn. Sau khi một gen được phân lập, nó có thể được lưu trữ bên trong vi khuẩn, cung cấp nguồn cung cấp không giới hạn cho nghiên cứu. Một số lượng lớn các plasmid tùy chỉnh làm cho thao tác chiết xuất DNA từ vi khuẩn trở nên tương đối dễ dàng.

## Tranh cãi
Có nhiều tranh cãi về GMO, đặc biệt là liên quan đến việc chúng được thải ra ngoài môi trường phòng thí nghiệm. Các tranh chấp liên quan đến các bên như người tiêu dùng, nhà sản xuất, công ty công nghệ sinh học, cơ quan quản lý chính phủ, tổ chức phi chính phủ và nhà khoa học. Nhiều mối quan tâm trong số này liên quan đến cây trồng biến đổi gen và liệu thực phẩm được sản xuất từ chúng có an toàn hay không và tác động của việc trồng chúng đối với môi trường. Những tranh cãi này đã dẫn đến các vụ kiện tụng, tranh chấp thương mại quốc tế và các cuộc biểu tình, cũng như quy định hạn chế đối với các sản phẩm thương mại ở một số quốc gia. Hầu hết các mối quan tâm xoay quanh việc GMO ảnh hưởng đến sức khỏe và môi trường như thế nào. Chúng bao gồm việc gây ra dị ứng hay không, các gen chuyển đổi có thể chuyển sang tế bào người hay không và liệu các gen không được phép sử dụng cho con người có thể lai xa vào an ninh lương thực hay không.

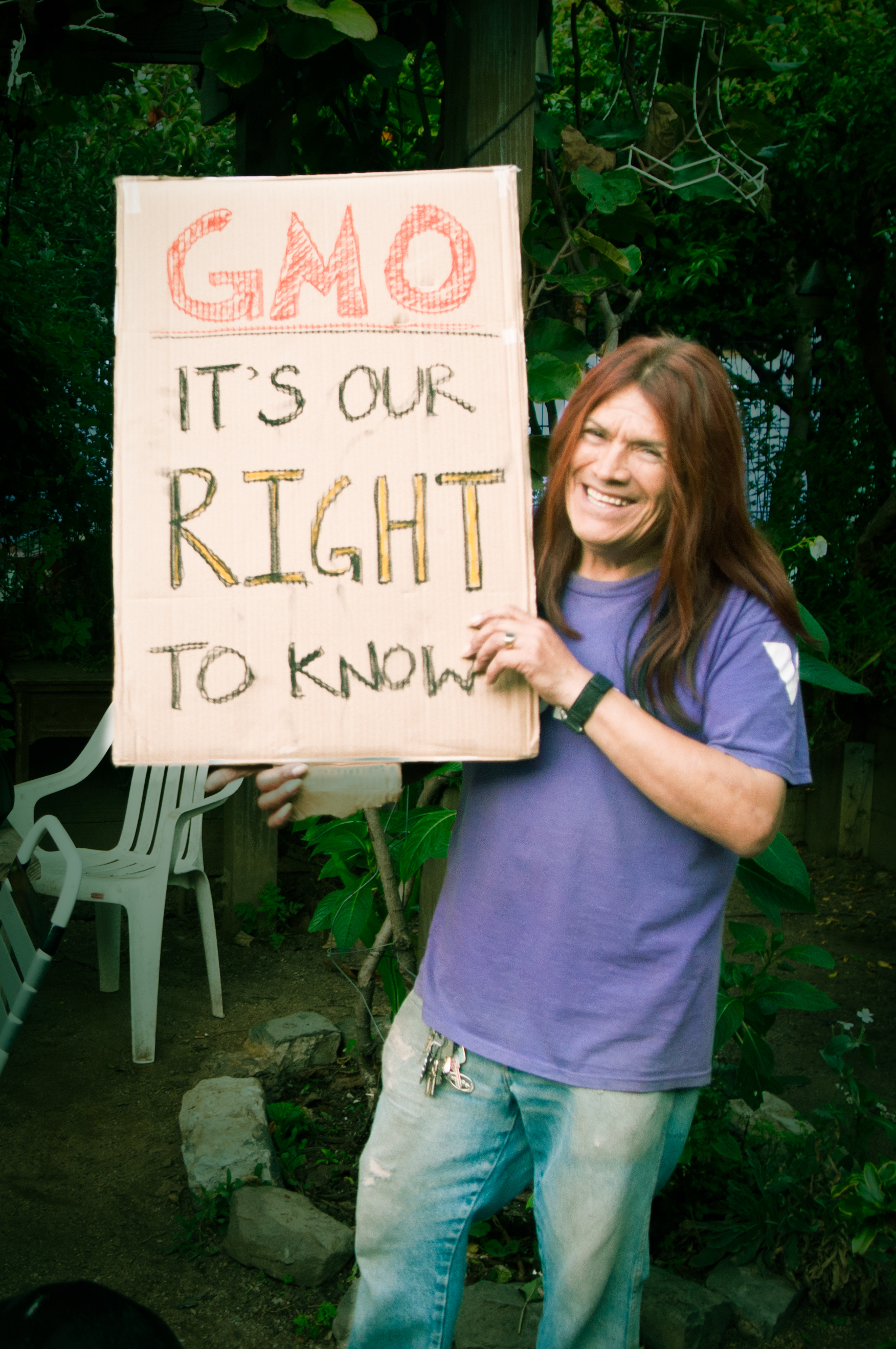
Một người biểu tình ủng hộ việc dán nhãn GMO